# Jean de Liège (architecte)
Pour les articles homonymes, voir Jean de Liège.
Jean de Liège est un charpentier et architecte travaillant à la fin du XIVe siècle pour le comte Amédée VII de Savoie.

## Biographie
Maître d’œuvre cité entre 1383 et 1393, il travaille sur de nombreux châteaux du comté de Savoie, en étant le maître charpentier comtal de 1384 à 1391,. On le trouve à Montorge en Valais, 1384 ; à Verrue en Piémont en 1387 ; à Chillon (Chablais) en 1388 ; à Bonneville (Faucigny), et aux Clées (Vaud) en 1389. Il se consacre tout particulièrement au chantier du château de Ripaille, près de Thonon (1383-1391), pour le compte de la comtesse Bonne de Bourbon,.
Avant 1387, il agrandit l’église Saint-François à Lausanne, et sculpte pour ces moines franciscains des stalles remarquables, qu’il signe d’un texte versifié.